# Trinidad Legarda
Trinidad Fernández Legarda (Cuyo, Filipinas, 28 de  marzo de 1899 – 1998) fue una sufragista filipina, activista por los derechos civiles, filántropa y editora. Fue la primera mujer embajadora de Filipinas, nombrada en el año 1958.

## Biografía
Trinidad Fernández y Rodríguez nació en Cuyo, Palawan. Hija de Clemente Fernández y Vicenta Rodríguez. Se formó para ser maestra, enseñó en la escuela de su ciudad natal y comenzó a trabajar como secretaria de un club de mujeres estadounidense en Manila. En el año 1924 logró el título de Reina del Carnaval de Manila.
Fue editora en lengua inglesa de The Woman's Outlook, una publicación a favor del sufragio de las mujeres en Filipinas. Fue también presidenta de la Federación Nacional de los clubes de mujeres, y una lideresa del movimiento sufragista en Filipinas. Su ensayo publicado en el año 1931 en la revista Philippine Magazine titulado "Mujeres filipinas y el Voto", se basó en la retórica estadounidense, pero también citó un proverbio hindú para defender el sufragio. Fue presidenta  de la Orquesta Sinfónica de Manila de 1933 a 1958.
Durante Segunda Guerra Mundial estableció un hogar de convalecientes para veteranos y viudas de guerra. En el año 1946, dirigió la reorganización de la Federación Nacional de Clubes de Mujeres, que había perdido la mayor parte de sus activos durante la guerra. En el año 1949, trató de conseguir un puesto en el Senado, pero no lo logró.
Representó a Filipinas en reuniones internacionales después de la Segunda Guerra Mundial. En 1953, Trinidad F. Legarda fue nombrada dirigente cívica del año. Fue nombrada embajadora en Vietnam del Sur en 1958 y desempeñó ese cargo hasta 1962. Fue la primera mujer embajadora de Filipinas.
Se casó con Benito Legarda IV (nieto del político Benito Legarda) en 1925. Tuvieron tres hijos, Benito (b. 1926), Filomena (1928-1931), y Carmen (1932-1986). Enviudó en el año 1973, y falleció en 1998, a los 98 años. La abogada y defensora Katrina Legarda es su nieta.